# Samuel Rosa Gonçalves
Samuel Rosa Gonçalves, beter bekend als Samuel, (São Borja, 25 februari 1991) is een Braziliaans voetballer. In 2015 werd hij door Fluminense verhuurd aan Sport Recife.

## Clubcarrière
Samuel begon zijn profcarrière bij Fluminense FC. In zijn eerste seizoen bij Fluminense maakte hij in drieëntwintig wedstrijden in de Campeonato Brasileiro Série A vijf doelpunten. Daarnaast speelde hij in de Campeonato Carioca 2012 nog eens vijf wedstrijden waarin hij geen doelpunten maakte. In zijn tweede seizoen bij Fluminense maakte hij in vierentwintig wedstrijden in de Campeonato Brasileiro Série A vier doelpunten. Hij was daarnaast vrij succesvol in de Campeonato Carioca 2013 waar hij in elf wedstrijden vier keer het net raakte.
In 2013 was Samuel dicht bij een overstap naar het Spaanse RCD Espanyol maar een deal tussen Fluminense en Espanyol werd uiteindelijk niet gesloten. Op 7 januari 2014 werd hij uitgeleend aan het Amerikaanse Los Angeles Galaxy. Daar maakte hij op 9 maart 2014 tegen Real Salt Lake zijn debuut. Op 12 maart 2014 maakte hij tegen Club Tijuana in de CONCACAF Champions League zijn eerste en enige doelpunt voor Los Angeles Galaxy. Op 10 juli 2014 verliet hij de club. Vervolgens werd hij verhuurd aan Goiás. Op 23 november 2014 maakte hij tegen Cruzeiro de 1-1 voor Goiás. Cruzeiro won de wedstrijd echter met 2-1 en werd daarmee twee speelrondes voor het einde van de competitie kampioen.
Op 13 januari 2015 werd hij verhuurd aan Sport Recife.